# 邱達強
邱達強（1962年—），生於香港，是香港石油工業家。在香港創辦香港哈羅公學。

## 家庭
邱達強於1962年生於香港，生於商業世家，該家族祖籍浙江寧波鄞縣。生父戲院大王邱德根，系家中第五子，也是馬來西亞實業家邱達昌之弟。

## 商業
1984年獲委任遠東發展集團董事，後轉任非執行董事。2010年6月，退任遠東發展有限公司非執行董事。持有富地石油（Fortune Oil PLC），是香港主要石油企業之一，並在英國倫敦上市。2012年1月13日購入中國燃氣主要股東China Gas Group Ltd股權，從而持有中燃13.06%股權 。2012年6月在香港創辦哈羅香港國際學校（Harrow International School Hong Kong），是首次英國貴族私校引入香港國際學校教育。
據彭博商業社，其又為約克角投資集團擁有人、Gorich Holdings Ltd持有人、Fortune Max Holdings Ltd董事、及富地石油副主席